# Angus T. Jones
Angus Turner Jones, född den 8 oktober 1993 i Austin, Texas, USA, är en tidigare amerikansk barnskådespelare. Han är mest känd för sin roll som Alans son Jake i TV-serien 2 1/2 män. Jones debuterade och blev känd i barnfilmen Spot – En hund på rymmen.
Han blev 2010 den högst betalda barnskådespelaren i TV i USA, då ett nytt kontrakt för 2 1/2 män gav honom 300 000 dollar per avsnitt.
2012 sade Jones i en video att han blivit en troende sjundedagsadventist, kallade TV-serien 2 1/2 män "smutsig" och bad människor att sluta titta på serien. Han medverkade efter den tionde säsongen, som sändes 2012–2013, inte mer i serien, förutom i en cameoroll i serieavslutningen i säsong 12, som sändes 2015. Efter inspelningen av den tionde säsongen av serien började han på University of Colorado Boulder.
Efter universitetsstudierna har han i intervjuer bett om ursäkt för vad han sagt om serien och tagit avstånd från religiösa organisationer. Han har sagt att han då han som 17-åring kritiserade serien hade ett ganska stark domedagstänkande, men nu mår bättre och ser framåt. Han har sedan 2016 arbetat utanför skådespelarbranschen.
För sin roll som Jake i 2 1/2 män vann han två Young Artist Award (2004 och 2006) och en TV Land Award (2009). Han vann 2003 en Camie Award (Character And Morality In Entertainment) för sin roll i filmen The Rookie från 2002.

## Filmografi
| År        | Titel                          | Roll              | Noter                                            |
| --------- | ------------------------------ | ----------------- | ------------------------------------------------ |
| 1999      | Simpatico                      | Femåring          |                                                  |
| 2001      | Spot – En hund på rymmen       | James             |                                                  |
| 2001      | Dinner with Friends            | Sammy             | TV-film                                          |
| 2001      | Cityakuten                     | Sean Gattney      | Avsnittet: "Quo Vadis?"                          |
| 2002      | The Rookie                     | Hunter Morris     |                                                  |
| 2002      | Bringing Down the House        | Georgie Sanderson |                                                  |
| 2003      | Audrey's Rain                  | Tye Powell        | TV-film                                          |
| 2003      | Djungel-George 2               | George Jr.        |                                                  |
| 2003–2016 | 2 1/2 män                      | Jake Harper       | Huvudroll                                        |
| 2005      | The Christmas Blessing         | Charlie Bennett   | TV-film                                          |
| 2008      | CSI: Crime Scene Investigation | Jake Harper       | Cross-over (2 1/2 dödsfall)                      |
| 2010      | Hannah Montana Forever         | T.J.              | Gästroll; Avsnittet: 'Sweet Home Hannah Montana' |
| 2010      | Due Date                       | Jake Harper       | Rollen bortklippt i slutversionen                |
| 2016      | Horace and Pete                | Horace, the 9th   | Episod 10                                        |